# David Bercot
David W. Bercot (13 aprile 1950) è uno storico, avvocato, scrittore, ex pastore anglicano e conferenziere statunitense di fede anabattista.
Ha scritto vari libri e articoli di riviste sul cristianesimo delle origini e sulla natura dell'apostolato cristiano. Le sue due opere più note sono Will the Real Heretics Please Stand Up? e Dictionary of Early Christian Beliefs. Bercot ha completato la sua formazione teologica presso l'Università di Cambridge e successivamente è stato ordinato pastore anglicano prima di unirsi alla comunità degli Anabattisti conservatori, che secondo lui incarnavano al meglio le pratiche del primo cristianesimo.

## Carriera accademica
Storico della Chiesa e giurista, David Bercot è stato educato nella religione dei testimoni di Geova. Dopo averli lasciati nel 1976, ha iniziato la sua formazione universitaria. Si è laureato con lode alla Stephen F. Austin State University, e ha conseguito il dottorato in giurisprudenza con lode alla scuola giuridica della Baylor University.
Nel 1985 Bercot iniziò uno studio approfondito dei primi cristiani vissuti prima del Concilio di Nicea (325 d.C.) I suoi studi lo portarono a intraprendere un pellegrinaggio spirituale. Nel 1989 scrisse il libro intitolato Will the Real Heretics Please Stand Up, che espone alcuni degli insegnamenti e dello stile di vita dei primi cristiani. Nello stesso anno, insieme a un pastore della Assembly of God, fondò la Scroll Publishing Company, casa editrice che aveva lo scopo di pubblicare vari scritti dei cristiani pre-niceni, oltre ad altri libri cristiani.
Gli studi di Bercot sui primi cristiani lo portarono a contatto e in dialogo con tre diversi rami del cristianesimo: gli anabattisti (mennoniti, amish, fratelli), la Chiesa anglicana e le chiese del Movimento di Restaurazione (Chiesa di Cristo, Discepoli di Cristo, Chiesa Internazionale di Cristo). Nel 1985, dopo aver completato gli studi teologici presso l'Università di Cambridge, Bercot fu nominato pastore anglicano. Tuttavia, alla fine lasciò la Chiesa anglicana e iniziò a frequentare varie chiese conservatrici anabattiste, che riteneva più conformi alla fede e alle pratiche della Chiesa primitiva.
Al 2024 Bercot è un docente e autore che sottolinea la semplicità della dottrina biblica e del primo insegnamento cristiano (ante-niceno) rispetto a quello che lui definirebbe il complesso corpus di conoscenze teologiche che si è sviluppato nel corso dei secoli nelle Chiese e nel mondo accademico, costitutivo dell'ortodossia. È particolarmente noto per la sua profonda comprensione non resistente dell'insegnamento di Gesù e del Nuovo Testamento.

## Attività
L'opera più letta di Bercot è A Dictionary of Early Christian Beliefs, pubblicato nel 1998. Si tratta di un'opera che raccoglie oltre 7.000 estratti di scritti dei primi cristiani, disposti in ordine alfabetico per argomento. Secondo Bercot, prima della pubblicazione del suo lavoro, l'unico modo pratico per determinare ciò in cui credevano i primi cristiani su un determinato argomento era leggere gli scritti stessi degli autori anteniceni. L'Evangelical Review of Theology ha dichiarato:
Il The Conservative Theological Journal ha affermato:
Altri libri popolari scritti da Bercot sono Will the Real Heretics Please Stand Up, pubblicato originariamente nel 1989, The Kingdom That Turned the World Upside Down (2003) e Will the Theologians Please Sit Down (2009).

## Vita privata
Bercot e sua moglie Deborah si sono sposati nel 1972 e hanno tre figli.  La famiglia vive in Pennsylvania.

## Scritti
- Will the Real Heretics Please Stand Up (1989) ISBN 0-924722-00-2
- The Pilgrim Road (1991) ISBN 0-924722-03-7
- Common Sense (1992) ISBN 0-924722-06-1
- A Dictionary of Early Christian Beliefs (1998) ISBN 1-56563-357-1
- Let Me Die in Ireland (1999) ISBN 0-924722-08-8
- The Kingdom that Turned the World Upside Down (2003) ISBN 0-924722-17-7
- Plain Speaking: How to Preach and Teach Effectively (2007) ISBN 978-0-924722-19-6
- Will the Theologians Please Sit Down (2009) ISBN 978-0-924722-24-0
- In God We Don't Trust (2011) ISBN 978-0-924722-25-7
- Secrets of the Kingdom Life (2014) ISBN 978-0-924722-28-8